# 冯琪雅
冯琪雅（1974年4月—），女，汉族，浙江杭州人，中华人民共和国企业家、政治人物，无党派人士，第十三届全国人民代表大会河南省代表。上海棋森投资控股股份有限公司董事长。冯控制数家公司，包括12亿美元资产的棋森投资控股股份有限公司。

## 生平
2013年至2017年任河南省人民代表大会代表。2016年，她曾于英属维尔京群岛成立离岸公司“Linkhigh Trading Ltd”。2018年，冯琪雅被选为河南省出席第十三届全国人民代表大会代表。在人大代表任内，曾提出恢复强制婚检、打击白领贪腐和犯罪等提案。